# Miechów (gmina)
Miechów est une gmina mixte du powiat de Miechów, Petite-Pologne, dans le sud de Pologne. Son siège est la ville de Miechów, qui se situe environ 34 km au nord de la capitale régionale Cracovie.
La gmina couvre une superficie de 132,91 km2 pour une population de 19 786 habitants.

## Géographie
Outre la ville de Miechów, la gmina inclut les villages de Biskupice, Brzuchania, Bukowska Wola, Celiny Przesławickie, Dziewięcioły, Falniów, Falniów-Wysiołek, Glinica, Jaksice, Kalina Mała, Kalina-Lisiniec, Kalina-Rędziny, Kamieńczyce, Komorów, Nasiechowice, Parkoszowice, Podleśna Wola, Podmiejska Wola, Pojałowice, Poradów, Przesławice, Pstroszyce Drugie, Pstroszyce Pierwsze, Siedliska, Sławice Szlacheckie, Strzeżów Drugi, Strzeżów Pierwszy, Szczepanowice, Widnica, Wielki Dół, Wymysłów, Zagorzyce, Zapustka et Zarogów.
La gmina borde les gminy de Charsznica, Gołcza, Książ Wielki, Racławice, Radziemice, Słaboszów et Słomniki.